# Sede Rai de Aosta
La Sede Rai de Aosta (en italiano Sede Rai di Aosta, en su totalidad Sede Rai per la Valle d'Aosta, en francés Siège Rai d'Aoste y Siège Rai pour la Vallée d'Aoste) es el centro regional de producción de radio y televisión de Rai en el Valle de Aosta. 

## Historia
La sede regional de la Rai para el Valle de Aosta se encuentra en Saint-Christophe, municipio limítrofe con Aosta, y está operativa desde 2005. La Rai está presente a nivel regional en el Valle de Aosta desde 1968 con el boletín radiofónico “La Voix de la Vallée”, a la que, en 1978, se sumó la programación radiofónica con una emisión de 50 minutos al día.
El periodista Ferruccio Gard, originario del Valle de Aosta, inauguró la primera redacción en via Chambéry.
Desde 1975, los programas de los televisores francófonos France 2 y Radio Télévision Suisse (RTS) se transmiten a través de una serie de puentes y repetidores repartidos por toda la región.
En 1979 se iniciaron las transmisiones televisivas con los noticieros y programas regionales.
En 1986, tras el acuerdo estipulado entre la Rai y la Presidencia del Consejo de Ministros, se inicia la programación televisiva y radiofónica en francés y, en 1994, con la renovación del Convenio, las emisiones en francés se amplían también a la información periodística.

## Programación
- TGR Valle d'Aosta: todos los informativos regionales se transmiten todos los días de 14:00 a 14:20, 19:30 a 19:55 y 00:10.
- TGR Meteo (en español « TGR Tiempo »): tiempo regional, remplazado por Rai Meteo Regionale el 3 de junio de 2018
- Buongiorno Regione (en español « Buenos días Región »): todos los informativos regionales se emiten todos los días de lunes a viernes de 7:30 a 8:00 horas, no se emite en verano.